# Фільмографія Марго Роббі

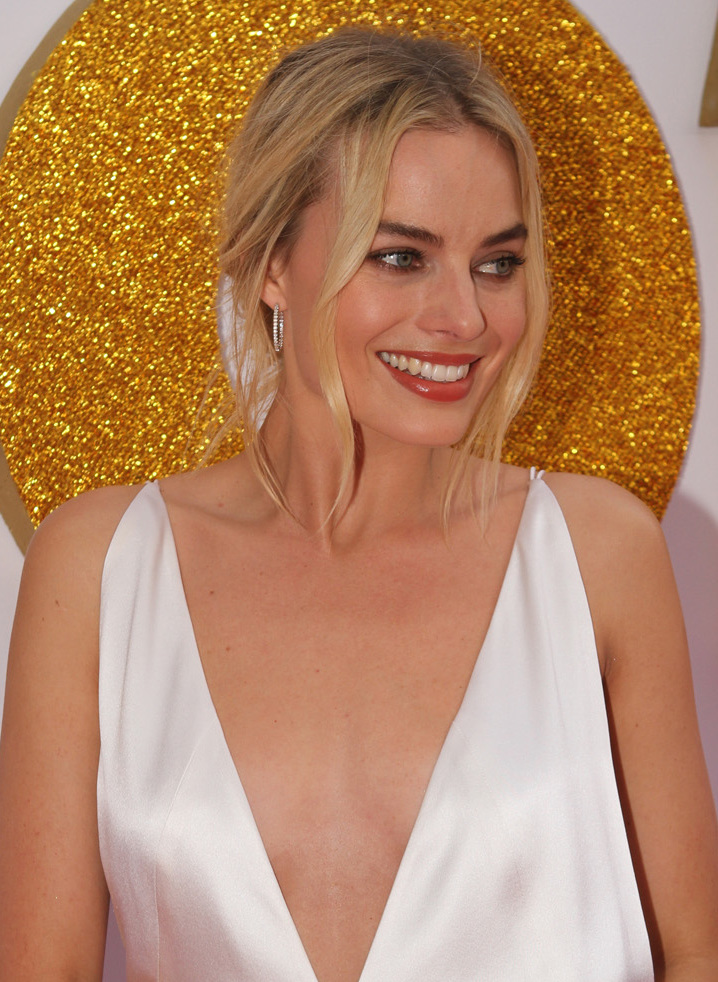
Роббі на австралійській прем'єрі «Я, Тоня» (2018)

Марґо Роббі — австралійська акторка і продюсерка. Дебютувала в кіно 2008 року, знявшись в малобюджетних трилерах «Месник» (англ. Vigilante) і «Я бачу тебе» (англ. I.C.U.), проте загальновідомою її зробила роль в австралійській мильній опері «Сусіди», де акторка грала з 2008 по 2011. Після цього впродовж одного сезону вона також знімалася в телесеріалі «Пан Американ» (2011—2012). Справжнім проривом для Роббі став фільм Мартіна Скорсезе «Вовк з Уолл-стріт» (2013), де вона зіграла дружину розпусного нью-йоркського брокера (Леонардо Ді Капріо). 2015 року акторка разом з Віллом Смітом знялася у комедійній драмі «Фокус», а наступного року виконала роль Гарлі Квінн у фільмі «Загін самогубців», до якої вона згодом повернеться в стрічках «Хижі пташки» (2020) і «Загін самогубців: Місія навиліт» (2021). 2016 року зіграла Джейн Портер у пригодницькому фільмі «Легенда про Тарзана», а також стала ведучою одного з епізодів «Суботнього вечора в прямому ефірі».
Її втілення Тоні Гардінг у байопіку «Я, Тоня» (2017) принесло акторці першу номінацію на премію «Оскар». Наступного року вона зіграла королеву Єлизавету I у фільмі «Марія — королева Шотландії», за що отримала номінацію на премію Гільдії кіноакторів США. Того ж року акторка озвучила кролика Флопсі в анімаційному фільмі «Кролик Петрик». Другу номінацію на «Оскар», цього разу як акторка другого плану, Роббі отримала за свою роль співробітниці Fox News у фільмі «Сенсація» (2019), а її втілення кіноакторки Шерон Тейт у фільмі Квентіна Тарантіно «Одного разу в… Голлівуді» (2019) принесло номінацію на премію BAFTA. 2022 року знялася в фільмах «Амстердам» і «Вавилон», а через рік зіграла головну роль у фільмі Ґрети Ґервіґ «Барбі». Завдяки цій стрічці Роббі стала найбільш високооплачуваною акторкою світу в 2022 та 2023 роках.
Окрім акторської роботи, Роббі також іноді виступає в ролі продюсера деяких проєктів, зокрема телесеріалу «Лялечки» (2019—2022), фільму «Перспективна дівчина» (2020) і мінісеріалу «Покоївка» (2021).

## Кіно

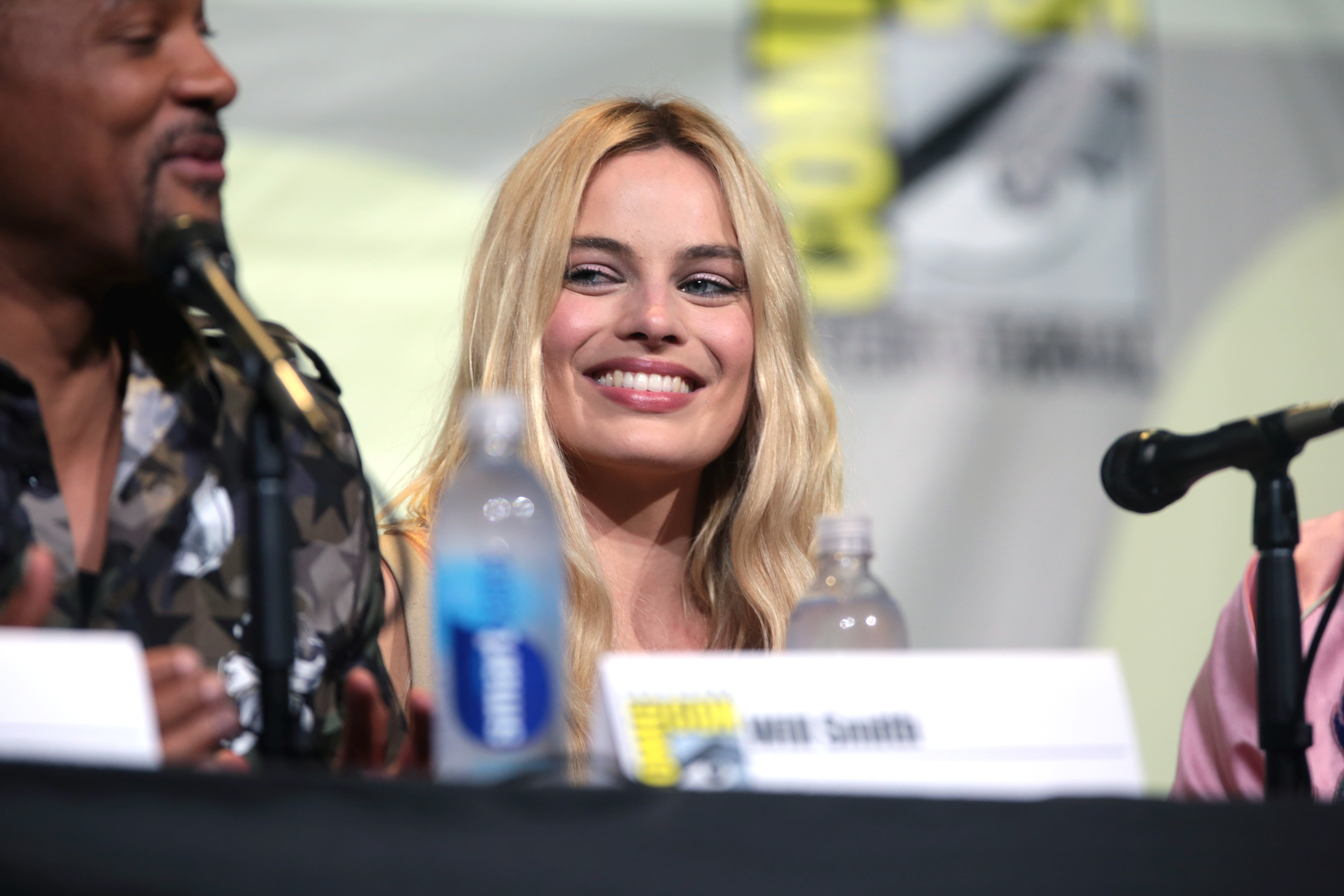
Роббі під час просування «Загону самогубців» на San Diego Comic-Con (2016)

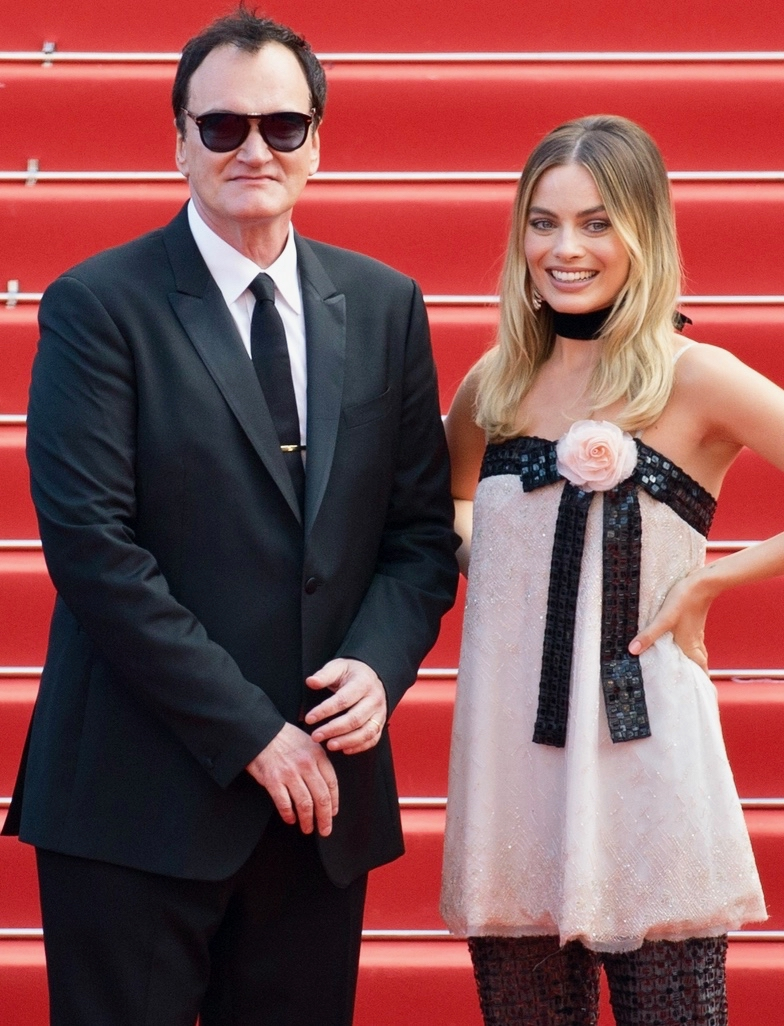
Роббі з режисером «Одного разу в… Голлівуді» Квентіном Тарантіно на Каннському кінофестивалі (2019)

| Рік  | Українська назва                | Оригінальна назва             | Роль                 | Примітки                                            | Пос.          |
| ---- | ------------------------------- | ----------------------------- | -------------------- | --------------------------------------------------- | ------------- |
| 2008 | Месник                          | Vigilante                     | Кассандра            |                                                     | [ 4 ] [ 5 ]   |
| 2009 | Я бачу тебе                     | I.C.U.                        | Трістен Вотерс       |                                                     | [ 4 ] [ 6 ]   |
| 2013 | Коханий з майбутнього           | About Time                    | Шарлотта             |                                                     | [ 7 ]         |
| 2013 | Вовк з Уолл-стріт               | The Wolf of Wall Street       | Наомі Лапалья        |                                                     | [ 8 ] [ 6 ]   |
| 2015 | Z означає Захарія               | Z for Zachariah               | Енн Берден           |                                                     | [ 9 ]         |
| 2015 | Фокус                           | Focus                         | Джесс Барретт        |                                                     | [ 10 ] [ 11 ] |
| 2015 | Французька сюїта                | Suite Française               | Селін Джозеф         |                                                     | [ 12 ] [ 6 ]  |
| 2015 | Гра на пониження                | The Big Short                 | грає себе            | У титрах не вказана                                 | [ 13 ] [ 11 ] |
| 2016 | Американська репортерка         | Whiskey Tango Foxtrot         | Таня Вандерпол       |                                                     | [ 14 ]        |
| 2016 | Легенда про Тарзана             | The Legend of Tarzan          | Джейн Клейтон        |                                                     | [ 15 ] [ 6 ]  |
| 2016 | Австралійський психопат         | Australian Psycho             | грає себе            | Короткометражний фільм                              | [ 11 ]        |
| 2016 | Загін самогубців                | Suicide Squad                 | Гарлі Квінн          |                                                     | [ 16 ]        |
| 2017 | Я, Тоня                         | I, Tonya                      | Тоня Гардінг         | Також як продюсер                                   | [ 17 ] [ 6 ]  |
| 2017 | Прощавай, Крістофер Робін       | Goodbye Christopher Robin     | Дафна Мілн           |                                                     | [ 18 ]        |
| 2018 | Кролик Петрик                   | Peter Rabbit                  | Флопсі / Оповідач    | Озвучування                                         | [ 19 ]        |
| 2018 | Термінал                        | Terminal                      | Енні / Бонні         | Також як продюсер                                   | [ 20 ] [ 4 ]  |
| 2018 | Правила бійні                   | Slaughterhouse Rulez          | Одрі                 | Камео                                               | [ 21 ] [ 22 ] |
| 2018 | Марія — королева Шотландії      | Mary Queen of Scots           | Королева Єлизавета I |                                                     | [ 23 ]        |
| 2019 | Дрімленд                        | Dreamland                     | Елісон Веллс         | Також як продюсер                                   | [ 24 ] [ 22 ] |
| 2019 | Одного разу в… Голлівуді        | Once Upon a Time in Hollywood | Шерон Тейт           |                                                     | [ 25 ]        |
| 2019 | Сенсація                        | Bombshell                     | Кайла Поспісіл       |                                                     | [ 26 ]        |
| 2020 | Хижі пташки                     | Birds of Prey                 | Гарлі Квінн          | Також як продюсер                                   | [ 27 ] [ 28 ] |
| 2020 | Перспективна дівчина            | Promising Young Woman         | —                    | Лише як продюсер                                    | [ 29 ]        |
| 2021 | Наспівування звіра              | The Humming of the Beast      | —                    | Короткометражний фільм; лише як виконавчий продюсер | [ 30 ]        |
| 2021 | Кролик Петрик: Втеча до міста   | Peter Rabbit 2: The Runaway   | Флопсі / Оповідач    |                                                     | [ 31 ]        |
| 2021 | Загін самогубців: Місія навиліт | The Suicide Squad             | Гарлі Квінн          |                                                     | [ 32 ] [ 22 ] |
| 2022 | Амстердам                       | Amsterdam                     | Валері Воуз          |                                                     | [ 33 ]        |
| 2022 | Вавилон                         | Babylon                       | Неллі Ларой          |                                                     | [ 34 ]        |
| 2023 | Астероїд-Сіті                   | Asteroid City                 | Акторка / Дружина    |                                                     | [ 35 ]        |
| 2023 | Барбі                           | Barbie                        | Барбі                | Також як продюсер                                   | [ 36 ]        |
| 2023 | Солтберн                        | Saltburn                      | —                    | Лише як продюсер                                    | [ 37 ]        |
| 2026 | Буремний перевал                | Wuthering Heights             | Кетрін Ерншоу        | Також як продюсер                                   |               |

## Телебачення

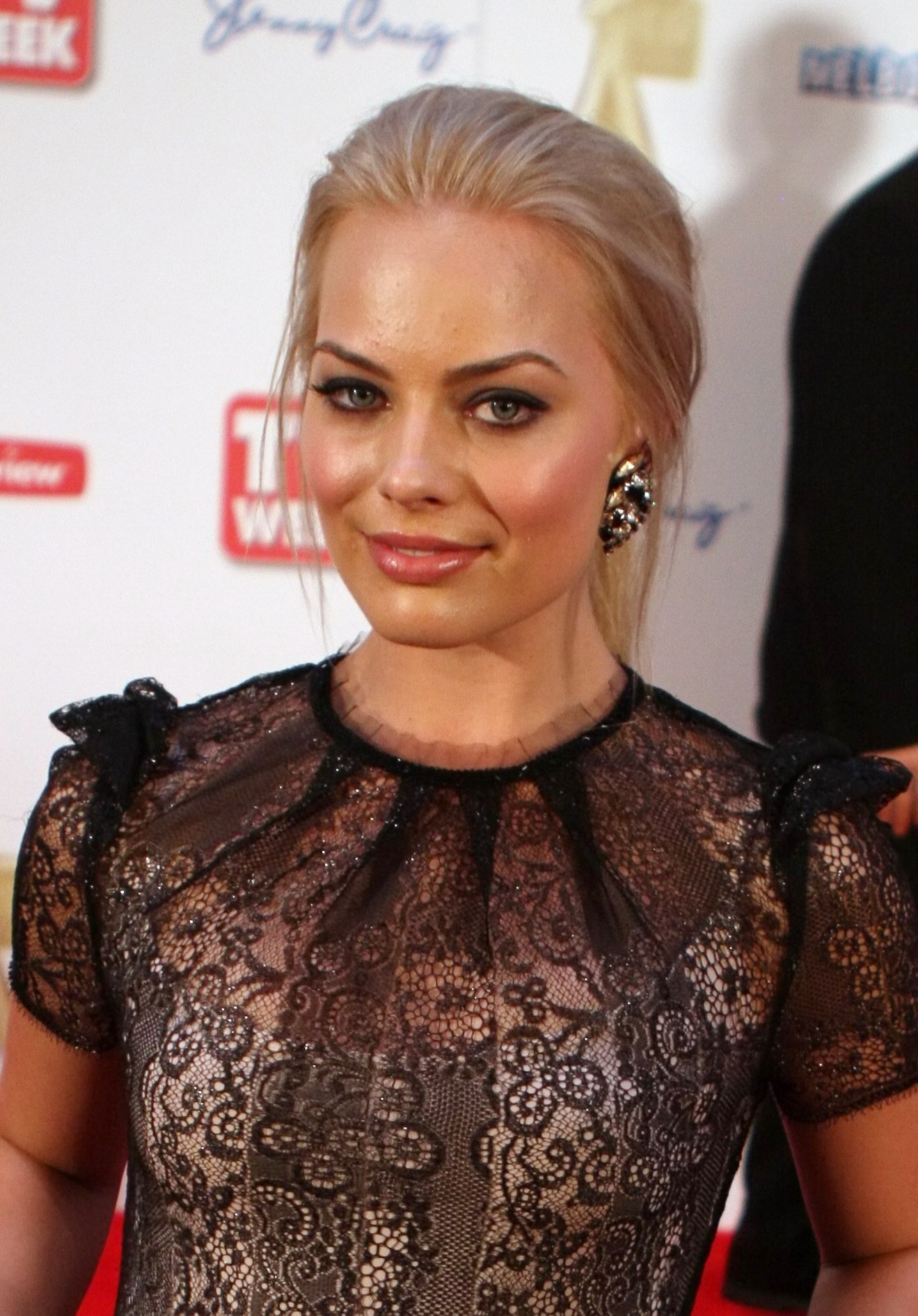
Роббі на церемонії Logie Awards (2011)

| Роки            | Назва                                       | Роль              | Примітки                            | Пос.                |
| --------------- | ------------------------------------------- | ----------------- | ----------------------------------- | ------------------- |
| 2008–2011, 2022 | Сусіди                                      | Донна Фрідман     | 329 епізодів                        | [ 11 ] [ 4 ] [ 38 ] |
| 2008            | Відділ убивств                              | Кейтлін Брентфорд | 1 епізод                            |                     |
| 2008            | Огляд із Майлзом Барлоу                     | Келлі             | 1 епізод (камео)                    | [ 39 ] [ 40 ]       |
| 2009            | Слон і принцеса                             | Джульєтт          | 2 епізоди                           |                     |
| 2009            | Talkin' 'Bout Your Generation               | грає себе         | 1 епізод (як гість)                 | [ 41 ]              |
| 2011–2012       | Пан Американ                                | Лора Кемерон      | 14 епізодів                         | [ 42 ]              |
| 2015            | Top Gear                                    | грає себе         | 1 епізод                            | [ 43 ] [ 44 ]       |
| 2015            | 30-та річниця «Сусідів»: Возз'єднання зірок | грає себе         | Документальний фільм                | [ 45 ]              |
| 2016            | Суботнього вечора в прямому ефірі           | ведуча            | Епізод «Марго Роббі / The Weeknd»   | [ 46 ]              |
| 2019–2022       | Лялечки                                     | Імельда           | Камео; також як виконавчий продюсер | [ 47 ] [ 48 ]       |
| 2021            | Покоївка                                    | —                 | Мінісеріал; як виконавчий продюсер  | [ 49 ] [ 50 ]       |
| 2022            | Майк                                        | —                 | Мінісеріал; як виконавчий продюсер  | [ 50 ] [ 51 ]       |